# Bayron Oyarzo
Bayron Andrés Oyarzo Muñoz (Puerto Montt, Chile; 14 de julio de 1995) es un futbolista chileno. Juega de extremo y su equipo actual es el Ñublense de la Primera División de Chile.

## Trayectoria
Comenzó su carrera en las divisiones inferiores de Deportes Puerto Montt, luego de no tener oportunidades emigró a las inferiores de Barnechea en 2014. Dejó el club en 2019.
En 2020 llegó a Curicó Unido, donde disputó tres temporadas en la Primera División.
De cara a la temporada 2023, el 16 de diciembre de 2022 fichó en Ñublense.

## Estadísticas
| Club                 | Div.          | Temporada     | Liga  | Liga  | Copas nacionales | Copas nacionales | Torneos internacionales | Torneos internacionales | Total | Total |
| Club                 | Div.          | Temporada     | Part. | Goles | Part.            | Goles            | Part.                   | Goles                   | Part. | Goles |
| -------------------- | ------------- | ------------- | ----- | ----- | ---------------- | ---------------- | ----------------------- | ----------------------- | ----- | ----- |
| Barnechea · Chile    | 1.ª           | 2014-15       | 2     | 0     | 4                | 0                | —                       | —                       | 6     | 0     |
| Barnechea · Chile    | 2.ª           | 2015-16       | 8     | 0     | 4                | 0                | —                       | —                       | 12    | 0     |
| Barnechea · Chile    | 3.ª           | 2016-17       | 16    | 2     | 0                | 0                | —                       | —                       | 16    | 2     |
| Barnechea · Chile    | 2.ª           | 2017          | 6     | 2     | 2                | 0                | —                       | —                       | 8     | 2     |
| Barnechea · Chile    | 2.ª           | 2018          | 25    | 5     | 10               | 3                | —                       | —                       | 35    | 8     |
| Barnechea · Chile    | 2.ª           | 2019          | 19    | 5     | 5                | 0                | —                       | —                       | 24    | 5     |
| Barnechea · Chile    | Total club    | Total club    | 76    | 14    | 25               | 3                | 0                       | 0                       | 101   | 17    |
| Curicó Unido · Chile | 1.ª           | 2020          | 17    | 1     | 0                | 0                | —                       | —                       | 17    | 1     |
| Curicó Unido · Chile | 1.ª           | 2021          | 19    | 3     | 1                | 0                | —                       | —                       | 20    | 3     |
| Curicó Unido · Chile | 1.ª           | 2022          | 29    | 5     | 3                | 0                | —                       | —                       | 32    | 5     |
| Curicó Unido · Chile | Total club    | Total club    | 65    | 9     | 4                | 0                | 0                       | 0                       | 69    | 9     |
| Ñublense · Chile     | 1.ª           | 2023          | 12    | 1     | 0                | 0                | 8                       | 1                       | 20    | 2     |
| Ñublense · Chile     | 1.ª           | 2024          | 0     | 0     | 0                | 0                | —                       | —                       | 0     | 0     |
| Ñublense · Chile     | Total club    | Total club    | 12    | 1     | 0                | 0                | 8                       | 1                       | 20    | 2     |
| Total carrera        | Total carrera | Total carrera | 153   | 24    | 29               | 3                | 8                       | 1                       | 190   | 28    |
| 1. 2.                |               |               |       |       |                  |                  |                         |                         |       |       |

## Palmarés

### Títulos nacionales
| Título           | Club      | País  | Año     |
| ---------------- | --------- | ----- | ------- |
| Segunda División | Barnechea | Chile | 2016-17 |